# Jenaro Alenda
Jenaro Alenda y Mira-Perceval (Aspe, 16 de junio de 1816 - Madrid, 11 de septiembre de 1893) fue un escritor y bibliotecario español.

## Biografía
Estudió de forma discontinua Teología y Leyes en la Universidad Literaria de Valencia y en las universidades de Murcia y Central de Madrid entre 1831 y 1843, pero no completó la carrera. Retomó los estudios entre 1854 y 1859, y se licenció en Filosofía y Letras. Estudió y dominó el latín, griego, árabe y hebreo. Su carrera profesional se diversificó en varias líneas, que evolucionaron de forma paralela.
Después de un tiempo de interinidad no retribuido, en 1853 obtuvo una plaza en la Biblioteca Nacional de España. Entre los años 1855 y 1868 fue responsable del departamento de Manuscritos, y de 1863 a 1865 se encargó de la Secretaría de la Biblioteca. En 1867 propuso que se creara en la Biblioteca una "Sala de Papeles Varios", que reuniera folletos y hojas sueltas de interés dispersos en los fondos de la institución, aprobándose al año siguiente esta nueva sección, donde fue nombrado director. Aunque los criterios de organización y selección que empleó han sido bastante criticados posteriormente, el celo que puso en incrementar la sección, consiguiendo carteles publicitarios, permitió reunir entre 1870 y 1889 un fondo que con el tiempo se ha convertido en muy valioso. Del 27 de marzo de 1883 al 11 de octubre de 1884 ocupó interinamente la dirección de la Biblioteca Nacional, haciendo de puente entre los directores titulares Cayetano Rosell y López (saliente) y Manuel Tamayo y Baus (entrante). En 1885 consiguió el nivel profesional más alto, con el nombramiento de jefe de primer grado. Se jubiló el 25 de junio de 1892.
También trabajó en la enseñanza, impartiendo clase en un gran número de colegios madrileños entre 1843 y 1870. El colegio Hispano-americano de Santa Isabel lo nombró en 1859 director literario, y retuvo este cargo hasta 1870. Se dedicó también a tareas editoriales y, entre los años 1846 y 1849 y desde 1860 hasta 1863, trabajó para el editor Miguel Salvá en la copia y compulsa de materiales para la Colección de documentos Inéditos para la Historia de España que se editó en Madrid entre 1842 y 1896. También versionó textos de Eurípides (parte del Hécuba), Pitágoras (Los versos áureos) y Teócrito de Siracusa (Idilios), que publicó en el semanario Revista de Instrucción Pública, Literatura y Ciencias en 1858 (y reeditó posteriormente); también tradujo y publicó la Batrachomyomachia, en la época atribuida a Homero. Compiló y presentó al concurso bibliográfico de la Biblioteca Nacional de 1865 el libro Relaciones de solemnidades y fiestas públicas de España, y obtuvo el premio por unanimidad; volvió a presentarlo, ampliado, en el concurso siguiente (1867), y fue nuevamente premiado.

## Obras
- «Un Curioso, amante de las artes populares». Toros. Descripción de este espectáculo nacional según se celebra en nuestros días; para la cual se ha tomado por motivo la corrida verificada en Murcia el 6 de septiembre de 1839. Madrid: Imprenta y establecimiento de grabado de los Sres. González y Castelló. 1846. OCLC 905787416. Reedición: (Toros: Descripción. 2003. OCLC 61200971.)[7]
- Pitágoras (autor original); Alenda, Genaro (traductor y editor) (5 de junio de 1858). «Los versos de oro de Pitágoras». Revista de Instrucción Pública, Literatura y Ciencias (35): 555-556.
  - Los versos de oro de Pitágoras. Madrid: s.n. 1889. OCLC 433097862.
  - «Los versos de oro de Pitágoras». Relaciones de solemnidades.... pp. LIV-LV.[8]
- Teócrito (autor original); Alenda, Genaro (traductor y editor) (21 de agosto de 1858). «Las siracusanas, o sea, las forasteras en la fiesta de Adonis». Revista de Instrucción Pública, Literatura y Ciencias (46): 730-734.
  - Cantù, Cesare (1867). «Las siracusanas, ó sea Las forasteras en la fiesta de Adonis». Historia universal. Biblioteca ilustrada de Gaspar y Roig. IX Documentos: filosofía y literatura. Madrid: Imprenta de Gaspar y Roig. pp. 410-412.
  - «Las siracusanas en la fiesta de Adonis. Idilio». Relaciones de solemnidades.... pp. LVII-LXXV. OCLC 765430648.[8]
- Eurípides (autor original); Alenda, Genaro (traductor y editor) (27 de noviembre de 1858). «[Extracto de traducción de la "Hécuba"]». Revista de Instrucción Pública, Literatura y Ciencias (9): 139-142.
  - «Fragmento de la Hécuba de Eurípides». Relaciones de solemnidades.... pp. LI-LIII.[8]
- Proyecto de una Sala de Varios en la Biblioteca Nacional, presentado al Excmo. Sr. Ministro de Fomento. Madrid: Establecimiento tipográfico Estrada, Díaz y López. 1867.
- Homero (autor original); Baráibar y Zumárraga, Federico (traductor) (1886). «Batracomiomaquia». La Odisea. Biblioteca Clásica, 95-96. Madrid: Luis Navarro.
  - Batracomiomaquía. Madrid: Tip. de El Ejército Español. 1889. OCLC 32355526.[9]
  - «La Batracomiomaquía». Relaciones de solemnidades.... pp. XXXIX-XLIX.[8]
- Relaciones de solemnidades y fiestas públicas de España. Obra premiada por la Biblioteca Nacional en el concurso público de 1865 é impresa á expensas del Estado. Madrid: Establecimiento tipográfico "Sucesores de Rivadeneyra". 1903.[8]
  - «Poesías de D. Jenaro Alenda». Relaciones de solemnidades.... pp. LXXVII-LXXXV.[8]
- Catálogo de autos sacramentales, historiales y alegóricos. Madrid: Biblioteca Nacional. 2010.
- Recopilación de las papeletas que redactó, y que le fueron publicadas póstumamente en el Boletín de la Real Academia Española (BRAE):

| BRAE III (1916), p. 226-239, 366-391, 576-590; BRAE IV (1917), p. 224-241, 356-376, 494-516, 643-663; BRAE V (1918), p. 97-112, 214-222, 365-383, 492-505, 668-678; | BRAE VI (1919), p. 441-454, 755-773; BRAE VII (1920), p. 496-512, 663-674; BRAE VIII (1921), p. 94-108, 264-278; BRAE IX (1922), p. 271-284, 387-403, 488-499; BRAE X (1923), p. 224-239 |